# Belisana tambligan
Belisana tambligan is een spinnensoort uit de familie trilspinnen (Pholcidae). De soort komt voor op Java en Bali. 